# Sarcophaga karachiensis
Sarcophaga karachiensis är en tvåvingeart som beskrevs av Bilqees, Ali och Muhammad Sharif Khan 1984. Sarcophaga karachiensis ingår i släktet Sarcophaga och familjen köttflugor.
Artens utbredningsområde är Pakistan. Inga underarter finns listade i Catalogue of Life.